# Pilatus PC-6
Pilatus PC-6 ist die Bezeichnung für ein einmotoriges STOL-Flugzeug des Schweizer Herstellers Pilatus Aircraft, das von 1959 bis 2022 produziert wurde. Es existieren mit dem Pilatus Porter (PC-6 mit Kolbenmotor) und dem Pilatus Turbo-Porter (PC-6/A bis PC-6/C mit Propellerturbine) zwei unterschiedlich angetriebene Ausführungen. Bei dem universell einsetzbaren Arbeitsflugzeug können alternativ oder zusätzlich zum Radfahrwerk auch (absenkbare) Ski-Kufen oder, mit Zusatzabstrebungen, Schwimmer installiert werden. Die vielseitigen Einsatzmöglichkeiten werden zusätzlich durch die leichte Umrüstbarkeit vom Passagier- zum Frachttransport ergänzt. Eingesetzt wird die PC-6 in unterschiedlichen Rollen als Sanitätsflugzeug (mit zwei Tragen und fünf Sitzen, einschliesslich der Crew), als Vermessungsflugzeug bzw. für die Luftbildfotografie, für den Abwurf von Versorgungsgütern durch eine Bodenluke, zum Absetzen von Fallschirmspringern und für Sprüheinsätze in der Landwirtschaft.

## Geschichte

### Porter
Die PC-6 Porter entstand aus einer privaten Initiative der Pilatus Flugzeugwerke als Arbeitsflugzeug mit Kurzstarteigenschaften (STOL). Grundlage für die Konstruktion war die Pilatus P-4, die als Prototyp ab 1948 geflogen war und eine ähnliche Auslegung wie die PC-6 hatte. Die Entwicklungsarbeiten für die Porter wurden 1957 begonnen. Der Name lautete Pilatus Commercial Nr. 6. Henri Fierz schätzte, dass man 6-10 Flugzeuge verkaufen könne. Dieter Bührle wollte, dass der Porter 1959 in Le Bourget vorgeführt werde.
Am 4. Mai 1959 absolvierte der erste von fünf Prototypen der Porter (Zivile Zulassung: HB-FAN, geflogen von Rolf Böhm) seinen Erstflug. Im August 1959 erteilte das Eidgenössische Luftamt die Schweizer Luftzulassung. Im Dezember 1959 übernahm der bekannte Gletscherpilot Hermann Geiger als Vertreter des Aero-Clubs der Schweiz Sektion Wallis den dritten Prototyp HB-FAP. Von da an wurde die Porter bei unzähligen Versorgungs- und Rettungsflügen auch in den Bergen eingesetzt. Durch diese Flüge wurde die Dhaulagiri-Expedition auf das Flugzeug aufmerksam. Am 12. März 1960 startete der erste Prototyp zu einer Reise nach Nepal. Getauft auf den Namen «Yeti», leistete er mit den Piloten Ernst Saxer und Emil Wick Dienste für die Schweizer Expedition im Himalaya und die erfolgreiche Erstbesteigung des Dhaulagiri. Die Porter flog zahlreiche Material- und Personentransporte bis auf eine Höhe von 5700 m über Meer und erhielt dafür einen Eintrag im Guinness-Buch der Rekorde für die höchstgelegene Landung, die je von einem Starrflügel-Flugzeug durchgeführt wurde. Dadurch wurde das Flugzeug noch bekannter.

### Turbo-Porter
Trotz des Erfolges war klar, dass die Porter mit den Lycoming-Kolbenmotoren von 250 kW (340 PS) an der Leistungsgrenze war. Die zu dieser Zeit beste auf dem Markt erhältliche Propellerturbine war die französische Turboméca Astazou II mit 385 kW (523 PS). Damit ausgerüstet startete am 2. Mai 1961 die PC-6/A Turbo-Porter zu ihrem Erstflug. Abgesehen vom Triebwerk, einem anderen Propeller und vergrösserten Tanks ist der Turbo-Porter weitgehend baugleich mit der Kolbenmotorausführung.
Den eigentlichen Durchbruch schaffte der Turbo-Porter 1964, als in die PC-6/B benannte Version das zuverlässigere kanadische Pratt-&-Whitney-PT6-Triebwerk eingebaut wurde. Im selben Jahr erfolgte eine Lizenzvergabe für die Porter an das amerikanische Unternehmen Fairchild-Hiller Corporation. Damit war Porter das erste Schweizer Flugzeug, das im Ausland in Lizenz hergestellt wurde.
Im August 2017 gab Pilatus Aircraft bekannt, die Produktion der PC-6 2019 einzustellen. Bis Mitte 2018 konnten noch limitiert Flugzeuge bestellt werden. Am 12. Dezember 2022 wurde dann die letzte Maschine ausgeliefert. Der Hersteller beabsichtigt, noch 20 Jahre Unterstützungsleistungen zu bieten.

### Lizenzfertigung in den USA
Auf einem Ablieferungsflug nach Alaska machten im Dezember 1962 zwei Pilatus Porter eine ungeplante Zwischenlandung in Hagerstown (Maryland). Mechaniker der dort beheimateten Fairchild Co. sollten eine Reparatur ausführen. Der anschliessende Prüfflug wurde vom Piloten benutzt, der Fairchild-Führung die STOL-Eigenschaften des Flugzeuges zu demonstrieren. Beeindruckt von den Möglichkeiten der Maschine mietete Fairchild daraufhin eine Porter und begann Verhandlungen für den Weiterverkauf und als Lizenznehmer. Am 16. Dezember 1964 wurde ein entsprechender Vertrag abgeschlossen.
Schon vorher hatte Fairchild die Schwäche des von einer Astazou-II-Turbine angetriebenen Flugzeuges erkannt: den elektrischen Verstellmechanismus des Dreiblattpropellers. In die Fairchild AU-23 Maschine N187H wurde deshalb eine 404 kW (550 PS) starke Turbine Pratt & Whitney PT6 eingebaut, und das Flugzeug startete am 1. Mai 1964 zum Erstflug. Es erhielt die Bezeichnung PC-6/B. Später folgte noch die Version PC-6/C mit einem TPE-331-1-Triebwerk von Garrett AiResearch.

### Arbeitsluftfahrt
Grosse Bedeutung hatte ab den frühen 1970er-Jahren die Arbeitsluftfahrt. Die Ciba-Pilatus Aerial Spraying Co. setzte viele Jahre lang neben anderen Flugzeugtypen auch 18 mit Sprühausrüstung versehene Turbo-Porter ein. Grossen Anteil an der Schweizer Arbeitsluftfahrt im Ausland hat die Zimex Aviation. Sie setzte neben dem Twin Otter auf den Turbo-Porter und hatte bis heute an die 30 verschiedene PC-6 in ihrem Einsatzplan. Ihr Operationsgebiet liegt vorwiegend in der Dritten Welt, oft in Wüstengebieten. Neben Versorgungsflügen für die Erdölindustrie stehen ihre Porter auch immer wieder im humanitären Einsatz für das Rote Kreuz, die UNO und weitere Organisationen.

### Vorfälle
- Im Oktober 2013 verlor eine PC-6 in der Nähe von Namur eine Tragfläche, nachdem der Pilot eine Rolle geflogen war; das Flugzeug stürzte ab, alle elf Insassen starben.[5]

- Am 15. Dezember 2022 stürzte die letzte je gebaute PC-6[4] drei Tage nach der Auslieferung nach dem Start am Heraklion International Airport ins Meer ab.[6]

## Konstruktion
Die PC-6 ist ein abgestrebter Schulterdecker in Ganzmetallbauweise mit einem NACA-64-514-Tragflächenprofil. Die einholmige Tragfläche besitzt eine konstante Tiefe von 1,90 m, aber weder Luftbremsen noch Trimmflächen und auch keine Enteisungs-Einrichtung. Der Rumpf ist in einer Halbschalenbauweise ausgeführt. Das Spornradfahrwerk ist nicht einziehbar. Es können auch Pilatus Rad/Skis oder Wipline 6100, EDO 39-4000 oder 58-5480 Schwimmer installiert werden.
Ein 800-Liter-Tank zur Brandbekämpfung ist optional in die Kabine einbaubar. Vertikal- und Schrägbildkameras für Fotoflüge können installiert werden. Ein Schleppsack auf einer Winde mit 1500-m-Seil ist zur Zieldarstellung verwendbar. Für Schneelandungen können Skis montiert werden. Für längere Flüge ist es möglich, Aussentanks (2 × 243,5 Liter) anzuhängen. Die Transportkapazität beträgt 11 Personen oder 2 Krankentragen und 2 Personen oder Lasten bis 1200 kg (1080 kg mit maximal möglichem Treibstoff).

## Varianten

Dreiseitenriss PC-6 Turbo-Porter

### Porter
PC-6 „Porter“Ausgangsmodell mit einem 254-kW (340-hp) Avco Lycoming Kolbenmotor
PC-6/340Basis-Modell mit 250-kW-Lycoming-Triebwerk. FAA Typ-Zulassung am 9. November 1961.
PC-6/350mit 257-kW-Lycoming-Triebwerk. FAA-Typ-Zulassung am 12. September 1962.

### Turbo-Porter
PC-6/ABasismodell mit 385 kW, Turboméca-Astazou IIE oder IIG. FAA-Typ-Zulassung am 27. November 1962.
PC-6/A1
PC-6/A2
PC-6/AX-H2mit 463 kW, Turboméca Astazou X Turboprop.
PC-6/Bmit 404 kW, Pratt & Whitney Canada PT6A-27 Turbine

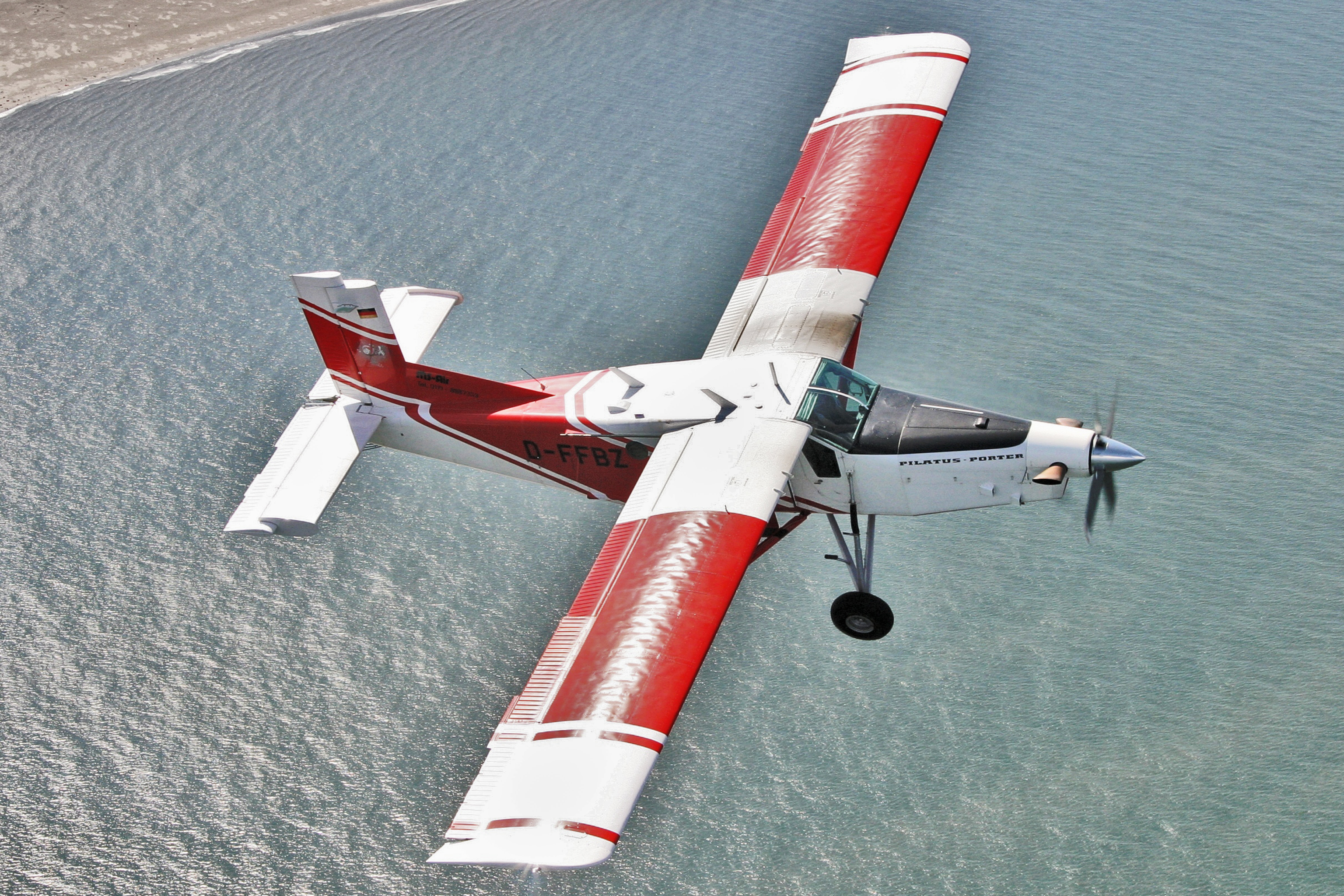
Pilatus PC-6 B2-H4 S/N 869 Baujahr 1990 im Flug

PC-6/B1mit Pratt & Whitney Canada PT6A-20 Turbine
PC-6B2-H2mit 507 kW Pratt & Whitney Canada PT6A-27 Turbine
PC-6B2-H4mit 650 SHP Pratt & Whitney Canada PT6A-27 Turbine
PC-6/CPrototyp von Fairchild mit 423 kW, Garrett TPE-331-25D Turbine
PC-6/C1mit 429 kW Garrett TPE 331-1-100 Turbine
PC-6/C2-H2mit 485-ekW Garrett TPE 331-101F Turbine
AU-23A Peacemakerbewaffnetes Schützenflugzeug (Lizenzbau)
UV-20A Chiricahuaunbewaffnete Verbindungsvariante für die U.S. Army in Berlin
PC-6/D-H3 PorterPrototyp mit 373 kW Lycoming Turbo-Kolbenmotor
NCPC-6Modernisierte Ausführung für die Schweizer Luftwaffe ab 2018. Mit Glascockpit inkl. elektronischer Karte, neuen Funkgeräten, neuer GPS-Geräte, neuer Verkabelung, zivilem Transponder und einem Kollisionswarnsystem.

## Nutzung

### Aktuelle Nutzung

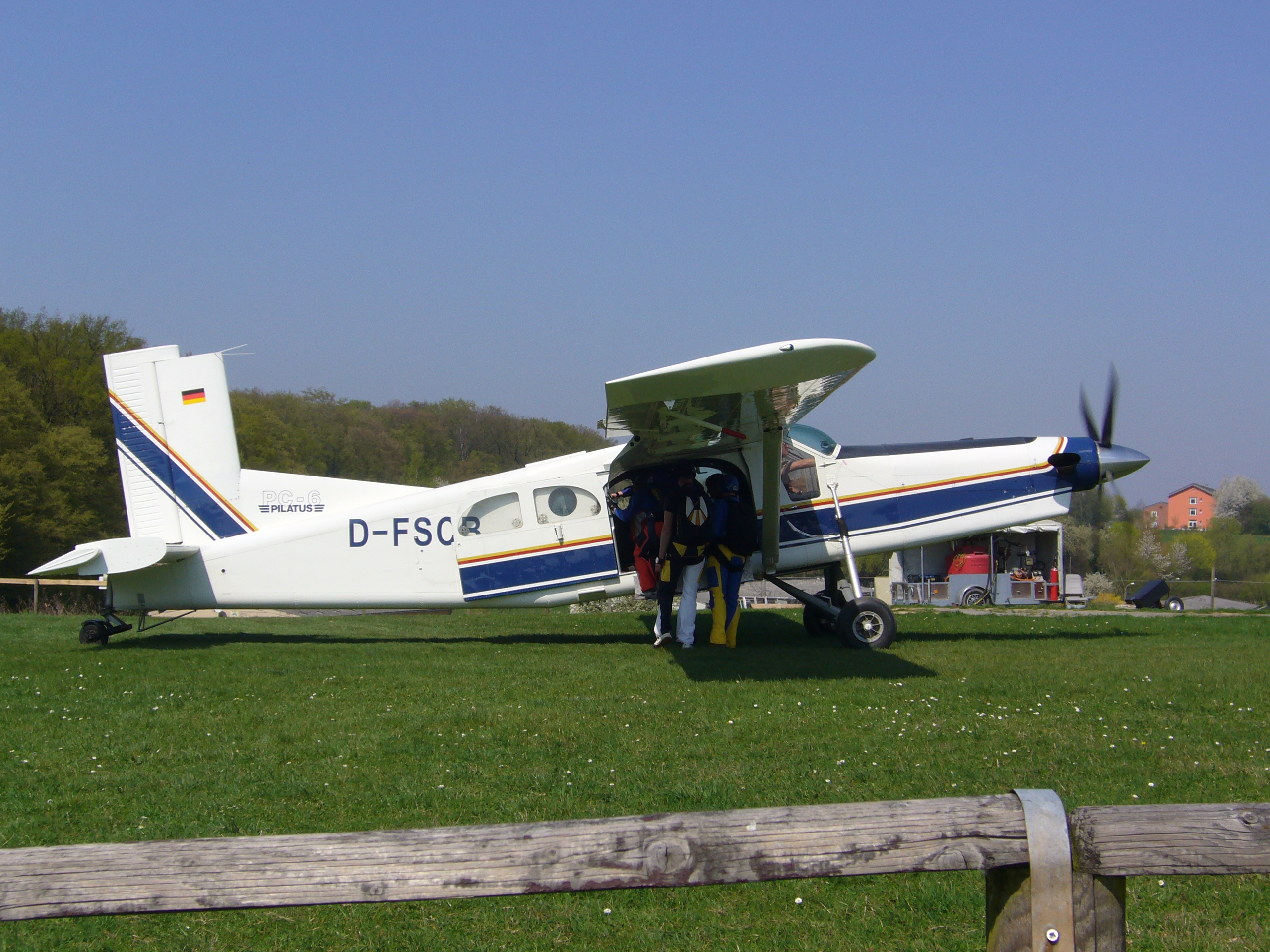
Eine häufige Nutzung heute: Fallschirmspringer steigen in eine Turbo-Porter zum Absetzflug ein.

Im Jahr 2017 wurden von den bis dahin 595 gebauten Exemplaren noch mindestens 267 Flugzeuge, überwiegend in der Version PC-6/B, in 63 Ländern geflogen. Während in der Schweiz noch 38 Stück fliegen, waren dies in Deutschland noch 18 und in Österreich 8. Die Produktion der PC-6 wurde im Jahr 2022 eingestellt.

### Hervorzuhebende Einsätze
Die Himalaya-Expedition 1960 veranlasste die nepalesische Regierung dazu, zwei Porter zu bestellen. Zwei weitere bestellte das Internationale Komitee vom Roten Kreuz, ebenfalls für den Einsatz in Nepal. Die damalige Yeti-Bemalung trägt ab 2022 neu das Flugzeug mit dem Kennzeichen N283SW, welches von Alaska zurück in die Schweiz geholt worden war. Diese ehemalige HB-FAL mit Baujahr 1962 war zu diesem Zeitpunkt die einzige Porter weltweit mit dem ursprünglichen Kolbenmotor.
Die ersten Turbo-Porter wurden 1962 der französischen Air Alpes, einem Schweizer Kunden sowie der Wien Alaska Airlines und der Northern Consolidated Airlines übergeben (die beiden Konkurrenten fusionierten dann 1968). Air Alpes baute mit den Turbo-Portern einen Kurzstreckendienst im Hochgebirge auf. Orte wie La Plagne (1900 m), Tignes (2100 m), Val-d’Isère (2700 m) und Courchevel (2000 m) wurden angeflogen. Altiports von etwa 200 bis 300 Metern Länge und einem Gefälle bis zu 36 Prozent dienten als Landeplätze.
Der British Antarctic Survey nutzte die Flugzeuge von 1966 bis 1968 für Erkundungsflüge in Antarktika. Daher benannte das UK Antarctic Place-Names Committee 2016 den Porter Peak im Grahamland nach ihnen.
Air America setzte Flugzeuge vom Typ PC-6 und PC-6C in  Burma, Kambodscha, Thailand und Laos ein.
Aufgabe der Flugzeuge der von der CIA betriebenen Fluggesellschaft war es, vorgeschobene US-Einheiten in Laos zu versorgen, zum Beispiel für den Betrieb von TACAN-Funkfeuern zur Unterstützung der Navigation von Kampfflugzeugen während des Vietnamkrieges.
Eine andere wichtige Aufgabe war der Transport von Waffen und Versorgungsgütern zu US-freundlichen Guerillas. Rückfracht war häufig Heroin oder dessen Vorprodukte. Als die Front der Pathet Lao näher an die US-Stützpunkte heranrückte, änderte sich das Aufgabenprofil hin zur Direktversorgung der Schützengräben mit Munition und Lebensmitteln. Die PC-6-Piloten schafften 50 Flüge zwischen Basis und Abwurfpunkten pro Tag.
Nach Aussagen der Piloten, die die PC-6 flogen, waren die Erstlieferungen der Turbo-Porter mit einigen Problemen behaftet. Die PC-6/A-H2 mit Turboméca Astazou II neigte unter den klimatischen Bedingungen von Laos und Vietnam zu Totalschäden des Triebwerks.
Alle PC-6 von Air America wurden in Tainan auf Garrett TPE-331-25DF umgerüstet. Parallel hatte Pilatus auf die negative Beurteilung mit dem Ersatz der Astazou II durch die Pratt & Whitney PT6 reagiert, aber die CIA blieb bei der Garrett-Turbine: Neue Lieferungen sowohl von Fairchild als auch aus Stans erfolgten als PC-6C/H-2.

## Betreiber

### Militärische Betreiber
Im März 2025 betrieben noch 12 Luftwaffen insgesamt 63 Porter.
- Algerien, 2 Maschinen
- Angola, 1 Maschine
- Argentinien, 10 Maschinen
- Bolivien, 2 Maschinen
- Tschad, 2 Maschinen
- Kolumbien, 7 Maschinen
- Ecuador (Fuerza Aérea Ecuatoriana), 6 Maschinen
- Frankreich (Französisches Heer), 5 Maschinen
- Iran (IRIAF), 15 Maschinen
- Israel (Israeli Air Force), 2 Maschinen
- Mexiko, 4 Maschinen
- Myanmar (Birma), 7 Maschinen
- Österreich (Luftstreitkräfte (Bundesheer)), 13 Maschinen (davon 1 abgestürzt); zurzeit noch 8 in Betrieb
- Peru, 13 Maschinen
- Schweiz (Schweizer Luftwaffe), 19 Maschinen (davon 15 noch im militärischen Einsatz + 1 Maschine der Armasuisse)
- Thailand (Royal Thai Air Force), 58 Maschinen

### Ehemalige Betreiber
- Australien (Australian Army), 19 Maschinen
- Schweden (Flygvapnet), 1 Maschine
- Slowenien (Slowenische Luftstreitkräfte), 2 Maschinen
- Vereinigte Staaten (United States Air Force), 18 Maschinen
- Vereinigte Staaten (Air America), 18 Maschinen

## Technische Daten
| -                     | PC-6 Porter | PC-6/A Turbo-Porter                                                                                                 | PC-6/B                                                   | PC-6/B2-H4                                               | PC-6/C                      |
| --------------------- | --- | --- | -------------------------------------------------------- | -------------------------------------------------------- | --------------------------- |
| Besatzung             | 1 | 1 | 1                                                        | 1                                                        | 1                           |
| Passagiere            | 7 (normal) 10 (dichte Bestuhlung) | 7 (normal) 10 (dichte Bestuhlung)                                                                                   | 7 (normal) 10 (dichte Bestuhlung)                        | 7 (normal) 10 (dichte Bestuhlung)                        |                             |
| Länge                 | 10,20 m | 11,00 m | 11,07 m                                                  | 10,90                                                    | 10,90                       |
| Spannweite            | 15,13 m | 15,13 m | 15,13 m                                                  | 15,87 m                                                  | 15,13 m                     |
| Höhe                  | 3,20 m | 3,20 m | 3,20 m                                                   | 3,20 m                                                   | 3,20 m                      |
| Flügelfläche          | 28,80 m² | 28,80 m² | 28,80 m²                                                 | 30,15 m²                                                 | 28,80 m²                    |
| Flügelstreckung       | 7,95 | 7,95 | 7,95                                                     | 8,35                                                     | 7,95                        |
| Spurweite             | 3,00 m | 3,00 m | 3,00 m                                                   | 3,00 m                                                   | 3,00 m                      |
| Leermasse             | 1070 kg (340) 1110 kg (350) | 1020 kg | 1060 kg                                                  | 1250 – 1400 kg                                           | 1150 kg                     |
| Startmasse            | 1960 kg normal 2200 kg (-H2) | 1960 kg normal 2200 kg (-H2)                                                                                        | 2200 kg                                                  | 2800 kg                                                  | 2767 kg                     |
| Startstrecke          | | 300 m (über 15 m hohes Hindernis)                                                                                   |                                                          | 440 m                                                    |                             |
| Landerollstrecke      | | 100 m |                                                          | 127 m                                                    | ?                           |
| Reisegeschwindigkeit  | 210 km/h | 250 km/h | 220 km/h                                                 | 232 km/h                                                 | ?                           |
| Höchstgeschwindigkeit | 233 km/h | 280 km/h | 280 km/h                                                 | 280 km/h                                                 | 260 km/h                    |
| Stallgeschwindigkeit  | 70 km/h | 70 km/h | 65 km/h                                                  | 96 km/h 107 km/h Flaps up (VS)                           | 65 km/h                     |
| Dienstgipfelhöhe      | 6600 m | 8500 m | 7435 m                                                   | 7620 m                                                   | 8800 m                      |
| Reichweite            | 1200 km 640 km mit max. Zuladung | max. 1000 km | max. 915 km                                              | 926 km 1611 km mit Zusatztanks                           | ?                           |
| Triebwerke            | 1 × Lycoming GSO-480-B1A6 luftgekühlter 6-Zylinder-Boxermotor mit 250 kW Startleistung 400 l Treibstoff in zwei Flügel-Integraltanks | 1 × Turboméca Astazou IIE oder IIG Turboprop (385 kW) oder 1 × Pratt & Whitney Canada PT6A-27 (550 PS (ca. 400 kW)) | 1 × Pratt & Whitney Canada PT6A-27 (550 PS (ca. 400 kW)) | 1 × Pratt & Whitney Canada PT6A-27 (550 PS (ca. 400 kW)) | 1 × Garrett TPE331 (423 kW) |

## Bewaffnung
An zwei (AU-23 vier) Unterflügelstationen ca. 318 kg Lasten
- 1 × XM-197 20-mm-Revolverkanone (700 Schuss/min, drehzapfengelagert in Tür)
- 2 × GAU-2B/A bzw. SUU-11A/A „Minigun“ 7,62-mm-Revolvermaschinengewehr (3000 Schuss/min, drehzapfengelagert in Tür)
- 2 × LAU-32B/A-Raketenwerfer (7 × ungelenkte 70-mm-FFAR-Raketen)
- 2 × Flügeluntertank (Zusatztank für 238 Liter)

## Trivia
- Pierce Brosnan als James Bond rettet sich in GoldenEye mit einer Pilatus PC-6.